# Hokejové divize 1974/1975
Československé divize ledního hokeje 1974/1975 byly hokejové soutěže na území Československa, která byla v rámci České socialistické republiky  čtvrtou nejvyšší hokejovou soutěží a třetí nejvyšší v rámci Slovenské socialistické republiky.

## Systém soutěže
Soutěž se skládala ze 8 skupin po 6 účastnících. Ve skupinách se všech 6 klubů utkalo čtyřkolově každý s každým (celkem 20 kol). Vítězové jednotlivých skupin následně utkaly o postup do dalšího ročníku 2. české národní hokejové ligy. Sestupující do krajských přeborů byly určeny z jednotlivých skupin na základě územní příslušnosti (Divize byly od příští sezóny rozděleny podle krajů).
Před začátkem soutěží odstoupily TJ Slavia Děčín, TJ Dvůr Králové nad Labem, VŠTJ Technika Brno, které nahradily TJ ZKL Klášterec nad Ohří, HC Stadion Teplice a TJ Spartak Metra Blansko.

## Česká socialistická republika

### Skupina A
| Poř. | Tým                               | Z  | V  | R | P  | VB  | OB  | B  |
| ---- | --------------------------------- | -- | -- | - | -- | --- | --- | -- |
| 1.   | TJ Šumavan Vimperk                | 20 | 20 | 0 | 0  | 197 | 47  | 40 |
| 2.   | TJ Vodní stavby Tábor             | 20 | 11 | 0 | 9  | 114 | 98  | 22 |
| 3.   | TJ Prazdroj EX Plzeň              | 20 | 11 | 0 | 9  | 106 | 102 | 22 |
| 4.   | TJ Spartak Rožmitál pod Třemšínem | 20 | 10 | 0 | 10 | 91  | 104 | 20 |
| 5.   | TJ Spartak Lada Soběslav          | 20 | 5  | 0 | 15 | 77  | 131 | 10 |
| 6.   | TJ Hluboká nad Vltavou            | 20 | 3  | 0 | 7  | 58  | 161 | 6  |

### Skupina B
| Poř. | Tým                 | Z  | V  | R | P  | VB  | OB  | B  |
| ---- | ------------------- | -- | -- | - | -- | --- | --- | -- |
| 1.   | VTJ Mělník          | 20 | 15 | 1 | 4  | 117 | 64  | 31 |
| 2.   | TJ Kovohutě Povrly  | 20 | 13 | 2 | 5  | 95  | 64  | 28 |
| 3.   | TJ DNT Kadaň        | 20 | 12 | 1 | 7  | 110 | 77  | 25 |
| 4.   | HC Stadion Teplice  | 20 | 8  | 1 | 11 | 72  | 103 | 17 |
| 5.   | TJ Baník SHD Most   | 20 | 7  | 2 | 11 | 100 | 97  | 16 |
| 6.   | TJ Slavoj Třebenice | 20 | 1  | 1 | 18 | 63  | 152 | 3  |

### Skupina C
| Poř. | Tým                             | Z  | V  | R | P  | VB  | OB | B  |
| ---- | ------------------------------- | -- | -- | - | -- | --- | -- | -- |
| 1.   | TJ Spartak Hlinsko              | 20 | 14 | 2 | 4  | 100 | 67 | 30 |
| 2.   | TJ Spartak Opočno               | 20 | 13 | 3 | 4  | 108 | 71 | 29 |
| 3.   | TJ Bižuterie Jablonec nad Nisou | 20 | 9  | 3 | 8  | 73  | 73 | 21 |
| 4.   | TJ CHS Chotěboř                 | 20 | 6  | 5 | 9  | 66  | 81 | 17 |
| 5.   | TJ Karbo Benátky nad Jizerou    | 20 | 4  | 4 | 12 | 76  | 98 | 12 |
| 6.   | TJ ZKL Klášterec nad Ohří       | 20 | 4  | 3 | 13 | 49  | 82 | 11 |

### Skupina D
| Poř. | Tým                      | Z  | V  | R | P  | VB | OB | B  |
| ---- | ------------------------ | -- | -- | - | -- | -- | -- | -- |
| 1.   | TJ Spartak BS Vlašim     | 20 | 15 | 1 | 4  | 99 | 58 | 31 |
| 2.   | TJ Slavoj Velké Popovice | 20 | 9  | 7 | 4  | 75 | 63 | 25 |
| 3.   | TJ Kovosvit Holoubkov    | 20 | 8  | 2 | 10 | 83 | 91 | 18 |
| 4.   | TJ Baník Švermov         | 20 | 6  | 5 | 9  | 81 | 80 | 17 |
| 5.   | TJ Konstruktiva Praha    | 20 | 6  | 3 | 11 | 57 | 88 | 15 |
| 6.   | TJ Bohemians ČKD Praha   | 20 | 5  | 4 | 11 | 61 | 76 | 14 |

### Skupina E
| Poř. | Tým                      | Z  | V  | R | P  | VB  | OB  | B  |
| ---- | ------------------------ | -- | -- | - | -- | --- | --- | -- |
| 1.   | TJ Slovan Hodonín        | 20 | 17 | 0 | 3  | 115 | 47  | 34 |
| 2.   | TJ Žďas Žďár nad Sázavou | 20 | 13 | 0 | 7  | 84  | 64  | 26 |
| 3.   | TJ Spartak Nedvědice     | 20 | 11 | 1 | 8  | 78  | 85  | 23 |
| 4.   | TJ Modeta Jihlava        | 20 | 8  | 1 | 11 | 85  | 81  | 17 |
| 5.   | TJ Spartak Metra Blansko | 20 | 6  | 0 | 14 | 69  | 107 | 12 |
| 6.   | TJ Jiskra Staré Město    | 20 | 3  | 2 | 15 | 46  | 93  | 8  |

### Skupina F
| Poř. | Tým                       | Z  | V  | R | P  | VB  | OB  | B  |
| ---- | ------------------------- | -- | -- | - | -- | --- | --- | -- |
| 1.   | TJ Baník OKD Ostrava      | 20 | 16 | 1 | 3  | 118 | 49  | 33 |
| 2.   | TJ Nový Jičín             | 20 | 10 | 4 | 6  | 70  | 63  | 24 |
| 3.   | TJ Tatra Vagónka Studénka | 20 | 9  | 3 | 8  | 68  | 67  | 21 |
| 4.   | TJ Slavia Kroměříž        | 20 | 8  | 2 | 10 | 75  | 83  | 18 |
| 5.   | TJ Sokol Ostrava-Poruba   | 20 | 8  | 0 | 12 | 52  | 72  | 16 |
| 6.   | TJ ČSAO Zábřeh na Moravě  | 20 | 3  | 2 | 15 | 55  | 104 | 8  |

## Kvalifikace o 2. ČNHL

### Skupina A
| Poř. | Tým                  | Z | V | R | P | VB | OB | B  |
| ---- | -------------------- | - | - | - | - | -- | -- | -- |
| 1.   | TJ Šumavan Vimperk   | 6 | 4 | 2 | 0 | 37 | 10 | 10 |
| 2.   | VTJ Mělník           | 6 | 4 | 2 | 0 | 36 | 19 | 10 |
| 3.   | TJ Spartak Hlinsko   | 6 | 2 | 0 | 4 | 30 | 44 | 4  |
| 4.   | TJ Spartak BS Vlašim | 6 | 0 | 0 | 6 | 8  | 38 | 0  |

### Skupina B
TJ Baník OKD Ostrava - TJ Slovan Hodonín 0:2 na zápasy (3:7, 5:2)
Týmy TJ Šumavan Vimperk, VTJ Mělník a TJ Slovan Hodonín postoupily do dalšího ročníku 2.ČNHL.
Týmy TJ Slavoj Třebenice, TJ CHS Chotěboř, TJ ZKL Klášterec nad Ohří, TJ ČSAO Zábřeh na Moravě, TJ Sokol Ostrava-Poruba, TJ Jiskra Staré Město, TJ Spartak Metra Blansko, TJ Baník Švermov, TJ Konstruktiva Praha, TJ Bohemians ČKD Praha a TJ Baník SHD Most sestoupily do krajských přeborů. Nahradily je kluby, jež uspěly v kvalifikaci TJ Vlna Nejdek, TJ Tiba Jaroměř, TJ Spolana Neratovice, TJ Sokol Bernatice a VTJ Valašské Meziříčí.

## Slovenská socialistická republika

### Skupina západ
| Poř. | Tým                       | Z  | V  | R | P  | VB  | OB  | B  |
| ---- | ------------------------- | -- | -- | - | -- | --- | --- | -- |
| 1.   | TJ AC Nitra               | 20 | 17 | 0 | 3  | 156 | 53  | 34 |
| 2.   | TJ TS Topoľčany           | 17 | 11 | 1 | 5  | 89  | 53  | 23 |
| 3.   | TJ Slávia UK Bratislava   | 18 | 11 | 1 | 6  | 86  | 64  | 23 |
| 4.   | TJ Gumárne 1. mája Púchov | 18 | 7  | 4 | 7  | 83  | 76  | 18 |
| 5.   | TJ TTS Trenčín            | 20 | 4  | 1 | 15 | 58  | 102 | 9  |
| 6.   | TJ Baník Kremnice         | 17 | 1  | 1 | 15 | 55  | 179 | 3  |

### Skupina východ
| Poř. | Tým                      | Z  | V  | R | P  | VB  | OB  | B  |
| ---- | ------------------------ | -- | -- | - | -- | --- | --- | -- |
| 1.   | TJ Slovan Levoča         | 18 | 15 | 1 | 2  | 111 | 54  | 31 |
| 2.   | TJ Družstevník Letanovce | 20 | 12 | 1 | 7  | 93  | 69  | 25 |
| 3.   | VTJ Dukla Michalovce     | 19 | 9  | 1 | 9  | 71  | 62  | 19 |
| 4.   | TJ Slovan Smižany        | 18 | 7  | 0 | 11 | 73  | 96  | 14 |
| 5.   | TJ PPS Detva             | 18 | 5  | 0 | 13 | 54  | 103 | 10 |
| 6.   | TJ Pokrok Vyšné Opátske  | 15 | 4  | 1 | 10 | 46  | 64  | 9  |

Tabulky nejsou úplné.

### Finálová skupina
| Poř. | Tým                                   | Z  | V | R | P | VB | OB | B  |
| ---- | ------------------------------------- | -- | - | - | - | -- | -- | -- |
| 1.   | TJ AC Nitra                           | 10 | 8 | 1 | 1 | 62 | 20 | 17 |
| 2.   | TJ TS Topoľčany                       | 10 | 6 | 0 | 4 | 44 | 35 | 12 |
| 3.   | VTJ Dukla Michalovce                  | 10 | 4 | 2 | 4 | 30 | 40 | 10 |
| 4.   | TJ Družstevník Letanovce              | 10 | 3 | 2 | 5 | 31 | 53 | 8  |
| 5.   | TJ Slávia UK BratislavaTJ TTS Trenčín | 10 | 3 | 1 | 6 | 25 | 33 | 7  |
| 6.   | TJ ZVL Povážska Bystrica              | 10 | 2 | 2 | 6 | 37 | 48 | 6  |

Tým TJ AC Nitra postoupil do dalšího ročníku 1. SNHL. Nahradil je sestupující tým TJ Spartak BEZ Bratislava.

### Skupina o udržení
| Poř. | Tým                       | Z  | V | R | P  | VB | OB | B  |
| ---- | ------------------------- | -- | - | - | -- | -- | -- | -- |
| 1.   | TJ Slovan Smižany         | 10 | 8 | 1 | 1  | 38 | 27 | 17 |
| 2.   | TJ Gumárne 1. mája Púchov | 10 | 6 | 0 | 4  | 55 | 31 | 12 |
| 3.   | TJ Baník Kremnice         | 10 | 6 | 0 | 4  | 57 | 47 | 12 |
| 4.   | TJ TTS Trenčín            | 10 | 5 | 1 | 4  | 37 | 34 | 11 |
| 5.   | TJ PPS Detva              | 10 | 4 | 0 | 6  | 37 | 35 | 8  |
| 6.   | TJ Pokrok Vyšné Opátske   | 10 | 0 | 0 | 10 | 21 | 71 | 0  |

Týmy TJ TTS Trenčín a TJ Pokrok Vyšné Opátske sestoupily do krajských přeborů. Nahradily je kluby, jež uspěly v kvalifikaci TJ Banské stavby Prievidza a TJ Fortuna Trnava.